# Komitet Obrony Demokracji

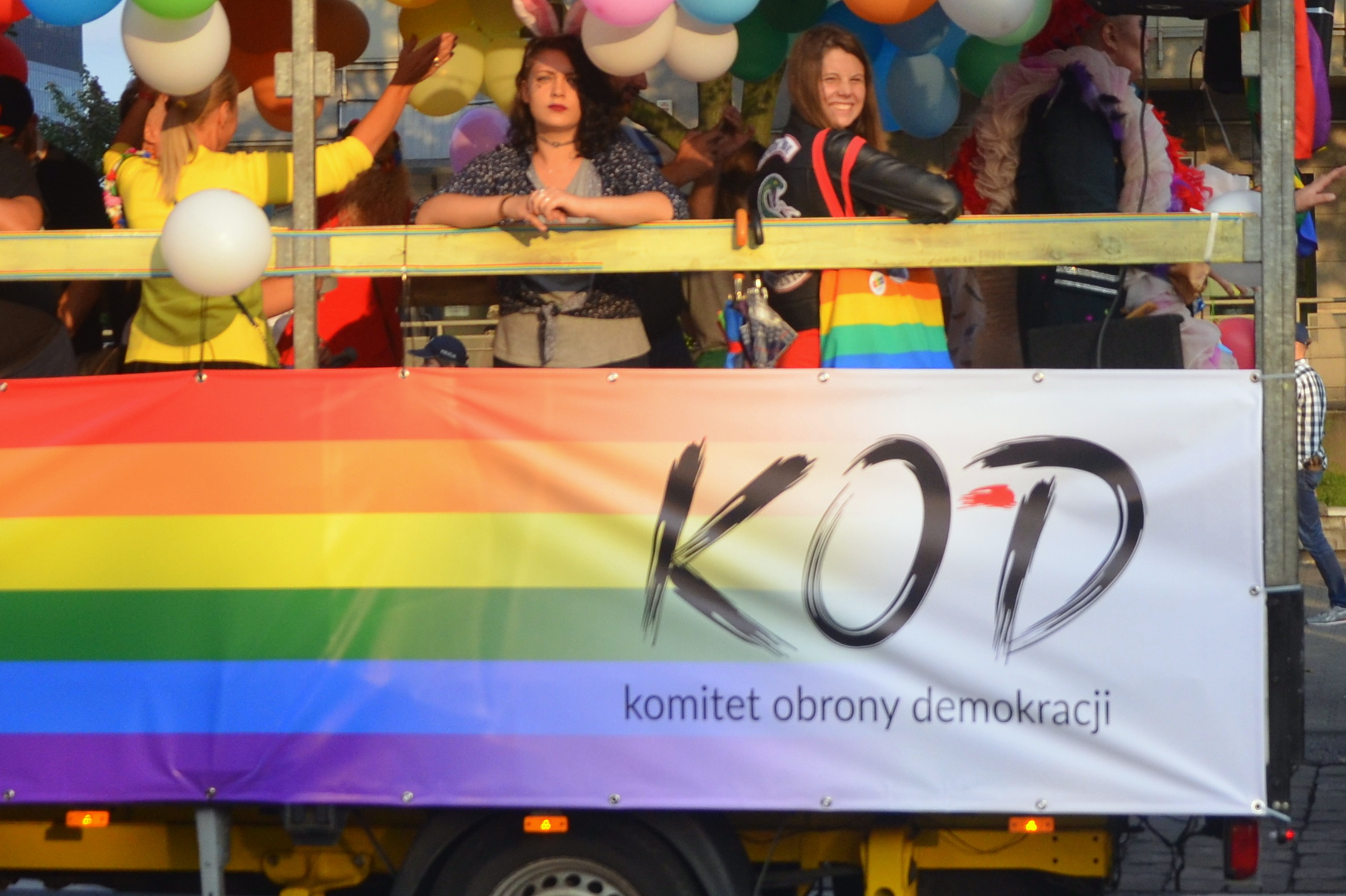
Baner KODu na platformie otwierającej katowicki Marsz Równości (2018)

Komitet Obrony Demokracji (KOD) – polski ruch społeczny założony 19 listopada 2015 i zarejestrowany jako stowarzyszenie 2 grudnia 2015 w odpowiedzi na politykę obozu rządowego Prawa i Sprawiedliwości. KOD krytykował tę politykę jako niedemokratyczną, szkodliwą dla polskich interesów i zagrażającą ładowi konstytucyjnemu.
Ruch powstał w następstwie działań rządu, powołanego w wyniku wyborów parlamentarnych w Polsce w 2015, które przyczyniły się, według części komentatorów, do zaburzenia ładu konstytucyjnego w Polsce, przede wszystkim poprzez zmiany w strukturze Trybunału Konstytucyjnego. Działacze KOD krytykowali też m.in. reformy sądownictwa przeprowadzone przez PiS (protesty w tej sprawie odbyły się latem 2017), w tym reformę sądów powszechnych, Krajowej Rady Sądownictwa i Sądu Najwyższego, uznając je za niezgodne z Konstytucją.
Kiedy PiS rządził, KOD stawiał sobie za główny cel monitorowanie życia publicznego w Polsce i skupia swoich członków wokół organizowanych przy różnych okazjach publicznych demonstracji. Oficjalna strona Komitetu podała, że powstał on, „by walczyć z łamaniem prawa przez rządzących w naszym kraju, by przypomnieć wszystkim obywatelom, że mieszkamy w państwie demokratycznym i że demokracji powinniśmy ze wszystkich sił bronić. Chcemy żyć w społeczeństwie neutralnym światopoglądowo, przeciwdziałać łamaniu zasad praworządności, nadużyciom władz, przekraczaniu przez nią swoich uprawnień oraz kompetencji”.
KOD nie jest partią polityczną, lecz regularnie uczestniczył w akcjach i działaniach o charakterze polityczno-społecznym, m.in. poprzez organizację zbiorowych manifestacji, protestów i klubów dyskusyjnych. Komitet współpracował ze wszystkimi partiami opozycyjnymi Sejmu VIII kadencji. KOD prowadził też działania związane z upowszechnianiem oraz popularyzacją wiedzy na temat wartości demokratycznych, takich jak trójpodział władzy, wolności obywatelskie, partycypacja polityczna czy niezawisłość sędziowska.
Działania organizacji popierały i wspierały różne osoby publiczne, wśród których byli artyści, naukowcy i działacze społeczni. W latach 2015–2017 przewodniczącym KOD był Mateusz Kijowski, który odszedł w związku z nieprawidłowościami finansowymi w organizacji. Sąd uznał go winnym poświadczenia nieprawdy w fakturach w celu osiągnięcia korzyści majątkowej. W 2017 na czele ruchu stanął Krzysztof Łoziński, zastąpiony czasowo w 2018 przez Magdalenę Filiks, przy czym w 2019 ostatecznie zrezygnował z przewodnictwa. W 2019 przewodnictwo w stowarzyszeniu objął Jakub Karyś. KOD prowadzi oddziały lokalne we wszystkich szesnastu województwach Polski.
W 2024 Komitet Obrony Demokracji - Region Pomorze został uhonorowany Medalem Księcia Mściwoja II za nieugiętość i konsekwencję w działaniu na rzecz budowy społeczeństwa obywatelskiego oraz za obronę Konstytucji RP.

## Geneza stowarzyszenia
Powstanie ruchu zostało zainspirowane artykułem Krzysztofa Łozińskiego ogłoszonym 18 listopada 2015 na portalu internetowym „Studio Opinii”. Łoziński w swoim artykule, nawiązując do terminu siła bezsilnych, ukutego przez Václava Havla oraz tradycji Komitetu Obrony Robotników, którego był współpracownikiem, postawił tezę, że w jego ocenie wobec zjawisk występujących w życiu publicznym po wyborach parlamentarnych i przejęciu władzy w państwie przez Prawo i Sprawiedliwość w listopadzie 2015, należy powołać Komitet Obrony Demokracji. Inicjatywa spotkała się z odzewem działacza społecznego Mateusza Kijowskiego, który dzień po publikacji artykułu z 18 listopada założył na portalu społecznościowym Facebook grupę o nazwie Komitet Obrony Demokracji. Po trzech dniach w grupie znajdowało się trzydzieści tysięcy uczestników.
We wpisie na swoim blogu z 18 listopada 2015 Łoziński zaproponował nazwę ruchu, pisząc, iż „wobec jawnych prób demontażu demokracji dokonywanych przez PiS” (...) „trzeba założyć Komitet Obrony Demokracji działający na podobnych zasadach do tych, na jakich niegdyś działał KOR (Komitet Obrony Robotników powstały w 1976)”.
23 listopada grupa założycielska, znająca się do tej pory jedynie wirtualnie, spotkała się w Warszawie i podjęła rozmowy na temat przyszłości ruchu. Trzy dni później, w Warszawie przy ulicy Olesińskiej, zebrało się już ponad dwieście osób, które stworzyły podstawy struktur ruchu. Równocześnie powstał serwis internetowy KOD. Na jednej z jego stron został opublikowany manifest, w którym KOD zaprosił do współdziałania wszystkich, dla których ważne są wartości demokratyczne, bez względu na poglądy i wyznanie.
Powstanie KOD spotkało się z odzewem w Internecie oraz mediach (nie tylko polskich). Reakcje były skrajne – od przyjaznych, po ostrą krytykę. Zainteresowanie KOD w Internecie spowodowało, że w grudniu 2015 #KOD okazał się najpopularniejszym hasztagiem na polskim Twitterze. Twarzą i głosem KOD w tym pierwszym okresie jego działania stał się Mateusz Kijowski.

## Poparcie osób publicznych
Działania KOD poprzez udział w demonstracjach bądź w inny sposób poparli artyści, intelektualiści, społecznicy i inne osoby publiczne, m.in. Agnieszka Holland, Andrzej Wajda, Marek Kondrat, Magdalena Cielecka, Andrzej Chyra, Maciej Stuhr, Dorota Stalińska, Krystyna Janda, Daniel Olbrychski, Maja Ostaszewska, Robert Więckiewicz, Andrzej Blikle, Maja Komorowska, Krystyna Kofta, Dorota Warakomska, Tomasz Lis, Aleksander Gleichgewicht, Aleksander Labuda, Bronisław Maj, Ewa Lipska, Jakub Kornhauser, Andrzej Tarnawski, Adam Grobler, Jan Woleński, Karol Modzelewski, Jerzy Zdrada, Jerzy Vetulani, Jan Güntner i Jan Hartman. Do niektórych manifestacji zapraszani byli również politycy wszystkich partii, łącznie z rządzącą, jednak wzięli w nich udział wyłącznie liderzy partii opozycyjnych.
KOD publikuje miesięczny biuletyn „Dekoder” w postaci papierowej oraz w Internecie.

## Statut i struktury KOD
Na pierwsze publiczne spotkanie sympatyków KOD, które odbyło się w Warszawie 26 listopada 2015 w sali Sceny Przodownik Teatru Dramatycznego, przyszło ponad dwieście osób. Podczas spotkania podjęto decyzje o powołaniu stowarzyszenia oraz utworzono robocze sekcje m.in. akcji, mediów, prawa, edukacji, programu, promocji i zagranicy.
2 grudnia 2015 w Warszawie odbyło się spotkanie założycielskie Stowarzyszenia Komitet Obrony Demokracji. Uchwalony został statut i powołano tymczasowy zarząd. Wśród dwudziestu jeden założycieli znaleźli się między innymi Krzysztof Łoziński, Walter Chełstowski, Andrzej Miszk oraz Paweł Wimmer. Wybrano zarząd Stowarzyszenia w składzie: Piotr Cykowski, Dorota Guenter, Mateusz Kijowski, Jarosław Marciniak, Jacek Parol, Joanna Roqueblave i Radomir Szumełda. 5 grudnia ukonstytuowały się nieformalne struktury regionalne, między innymi w Olsztynie, Katowicach, Poznaniu i Wrocławiu. Autoryzowana z początkiem grudnia przez tymczasowe władze stowarzyszenia, podjęta przez społeczny „Komitet Obrony Demokracji” zbiórka funduszy na działalność bieżącą KOD w organizacji osiągnęła założony cel dwudziestu tysięcy złotych w ciągu doby od jej ogłoszenia.

### Zarząd główny KOD (od 28 września 2024)[37]
Przewodniczący:
- Jakub Karyś

Wiceprzewodniczący:
- Danuta Czechmanowska
- Ewa Topór-Nawarecka

Sekretarz:
- Joanna Lasko

Skarbnik:
- Piotr Szafraniec

Pozostali członkowie:
- Magdalena Bielska
- Marta Kamińska
- Magda Lesiak
- Sławomir Majdański

## Zorganizowane demonstracje i inne działania
26 listopada 2015 KOD ogłosił list otwarty do prezydenta RP, wzywający go do podporządkowania się decyzji Sejmu, podjętej bezpośrednio na podstawie Konstytucji Rzeczypospolitej Polskiej, według której zaprzysiężenie trzech sędziów Trybunału Konstytucyjnego było obowiązkiem prezydenta Andrzeja Dudy.
3 grudnia 2015 KOD zorganizował pikietę popierającą rolę Trybunału Konstytucyjnego jako organu kontrolującego zgodność norm prawnych niższego rzędu (np. ustaw) z normami prawnymi wyższego rzędu, przede wszystkim z Konstytucją i niektórymi umowami międzynarodowymi. Mniejsza pikieta miała miejsce również 9 grudnia w tym samym miejscu.

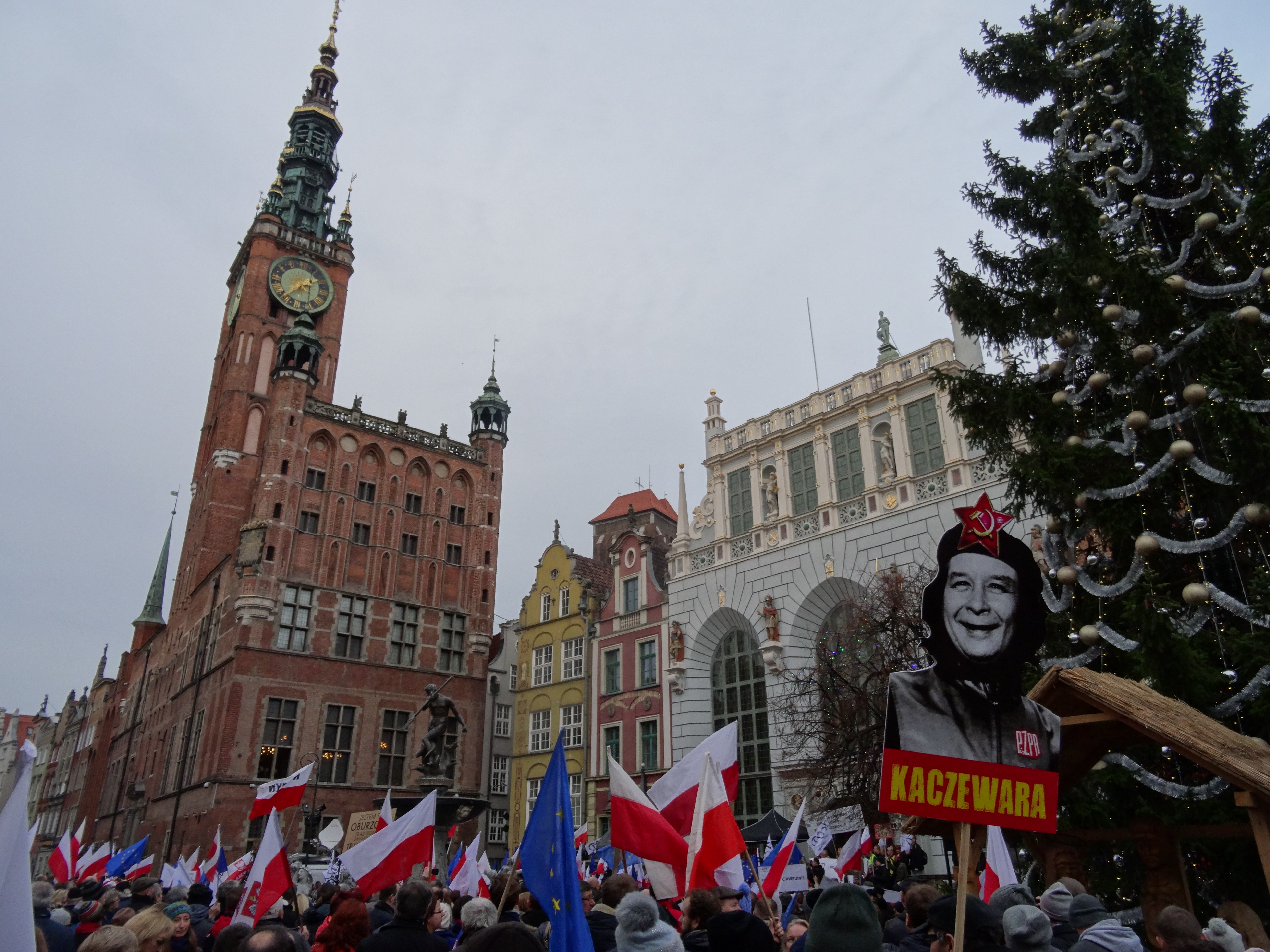
Manifestacja KOD, Gdańsk, 19 grudnia 2015

Kolejna manifestacja w Warszawie została zorganizowana 12 grudnia 2015. Według Stołecznego Biura Bezpieczeństwa i Zarządzania Kryzysowego wzięło w niej udział około 50 tysięcy osób, natomiast według Komendy Stołecznej Policji uczestniczyło w niej od 17 do 20 tysięcy osób. Zebrały się one przed Trybunałem Konstytucyjnym w Alei Szucha, a następnie przeszły pod Sejm i Pałac Prezydencki. Równolegle odbyły się demonstracje w kilku innych miastach, w tym w Poznaniu, gdzie w wiecu wzięło udział około 2 tysiące osób, we Wrocławiu – ponad 2 tysiące osób i w Szczecinie – ponad dwa tysiące osób. Niewielka demonstracja odbyła się także w Brukseli przed polską ambasadą. Na manifestację zorganizowaną 13 grudnia w Gdańsku przybyło około 3 tysiące osób. O manifestacjach informowały światowe media.
19 grudnia odbyły się demonstracje w 23 miastach Polski (m.in. w Warszawie przed Sejmem, w Krakowie, Tarnowie, Katowicach, Poznaniu, Lublinie, Gdańsku i Częstochowie) oraz pod polskimi placówkami dyplomatycznymi za granicą.

28 grudnia 2015 w Teatrze Roma w Warszawie KOD zorganizował koncert Artyści dla demokracji w reżyserii Marka Majewskiego, dla uczczenia dwudziestej piątej rocznicy objęcia przez Lecha Wałęsę urzędu prezydenckiego.

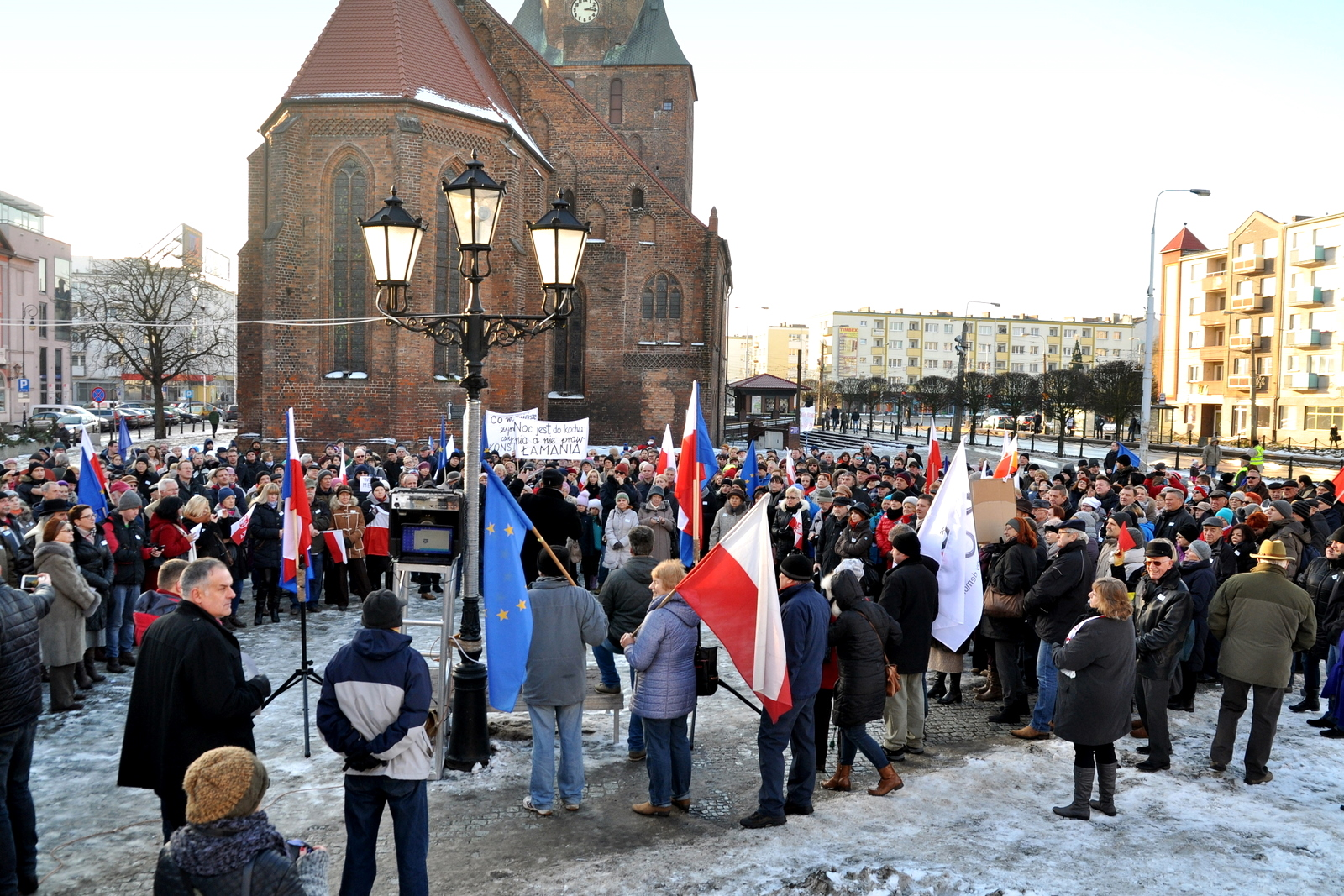
9 stycznia 2016 – pikieta na Starym Rynku w Gorzowie Wlkp.

### Styczeń 2016
9 stycznia 2016 w 20 miastach Polski (m.in. w Warszawie, Krakowie, Łodzi, Gdańsku, Lublinie, Katowicach, Częstochowie, Kielcach, Wrocławiu, Poznaniu, Bydgoszczy, Rzeszowie, Gorzowie Wlkp.) oraz w Pradze, Londynie i Sztokholmie odbyły się manifestacje pod hasłem „Wolne Media”. Uczestnicy protestowali przeciwko zmianom dokonanym w ustawie o radiofonii i telewizji, a w konsekwencji tego w zarządach TVP i Polskiego Radia.
12 stycznia KOD złożył u marszałka Sejmu obywatelski projekt inicjatywy ustawodawczej o Trybunale Konstytucyjnym.
18 stycznia KOD demonstrował przed budynkiem Komisji Europejskiej w Brukseli, gdzie odbyło się spotkanie Donalda Tuska, szefa Rady Europejskiej, z prezydentem Andrzejem Dudą, popierając hasła wyborcze prezydenta. Odbyła się też równolegle w tym samym miejscu kontrmanifestacja zwolenników rządu Beaty Szydło.
23 stycznia KOD zorganizował w ponad czterdziestu miastach w Polsce, a także za granicą, manifestacje pod hasłem „W obronie Twojej wolności”. W warszawskiej manifestacji brali udział działacze dawnego Komitetu Obrony Robotników oraz węgierskiej opozycji, między innymi Balázs Gulyás – węgierski socjolog, organizator manifestacji w 2014 roku przeciwko ograniczaniu dostępności Internetu. Uczestnicy przeszli sprzed Kancelarii Prezesa Rady Ministrów przed Pałac Prezydencki.

### Luty 2016
27 lutego w Warszawie odbyła się demonstracja pod hasłem My Naród. Jednym z głównych tematów manifestacji była obrona dobrego imienia Lecha Wałęsy zainspirowana działaniami IPN, który opublikował część zawartości teczek z domu generała Czesława Kiszczaka bez uprzedniej weryfikacji. 28 w Gdańsku KOD demonstrował pod hasłem Polska murem za Wałęsą w obronie czci Lecha Wałęsy. Tego samego dnia manifestowano również w Łomży w związku ze zbliżającymi się wyborami uzupełniającymi do Senatu.

### Marzec 2016
Po ogłoszeniu 11 marca 2016 przez Europejską Komisję na rzecz Demokracji przez Prawo (tzw. Komisja Wenecka) opinii w sprawie zagrożeń dla porządku konstytucyjnego w Polsce, 12 marca 2016 KOD współorganizował manifestację w Warszawie pod hasłem Obrońmy ład konstytucyjny. W ocenie warszawskiego ratusza zgromadziła ona 50 tys., a według policji 15 tys. osób.
W dniu 17 marca KOD uruchomił pikietę pod Kancelarią Premiera Rady Ministrów, ustawiając tablicę odliczającą dni mijające od orzeczenia Trybunału Konstytucyjnego w sprawie nowelizacji ustawy o Trybunale.

### Kwiecień 2016
2 i 3 kwietnia 2016 w kilkunastu miastach w Polsce odbyły się obchody 19. rocznicy uchwalenia konstytucji. Głównym wydarzeniem obchodów był niedzielny marsz we Wrocławiu. Od kwietnia 2016 patronem Komitetu Obrony Demokracji został Władysław Bartoszewski.

### Maj 2016

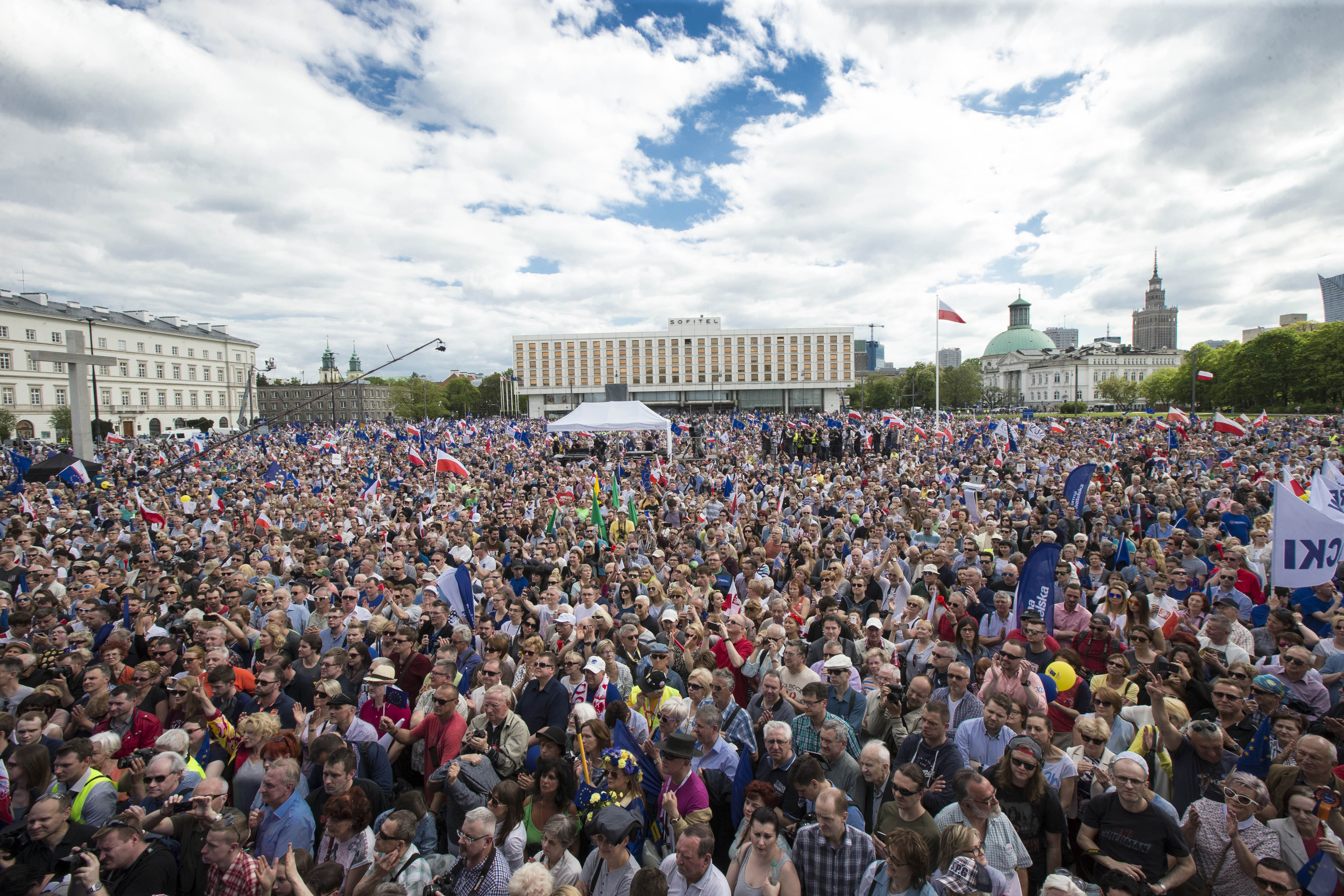
Demonstracja zorganizowana przez KOD i partie opozycyjne na placu Piłsudskiego w Warszawie, 7 maja 2016

3 maja w Gdańsku, Białymstoku i Katowicach odbyły się demonstracje sprzeciwu wobec działań rządu, zorganizowane przez KOD. Dwie główne to „Marsz Wkurzonych” w Gdańsku i „Czerwona kartka dla rządu” w Katowicach. W demonstracjach wzięli również udział przedstawiciele partii opozycyjnych wobec rządu PiS.
4 maja 2016 KOD złożył w Sejmie projekt ustawy o Trybunale Konstytucyjnym, pod którym podpisało się ponad sto tysięcy obywateli.
7 maja w Warszawie KOD manifestował wraz z PO, PSL, Nowoczesną i ugrupowaniami pozaparlamentarnymi, w marszu „Jesteśmy i będziemy w Europie”, spod siedziby Kancelarii Premiera na Plac Piłsudskiego. Przed tym marszem pod patronatem KOD powstała koalicja Wolność Równość Demokracja, skupiająca liczne opozycyjne podmioty polityczne (koalicja została potem kontynuowana). Przedmiotem dyskusji była liczba osób, która wzięła udział w manifestacji: według policji tylko na Placu Piłsudskiego w szczytowym momencie było ok. 45 tysięcy osób, według dziennikarzy TVP w manifestacji wzięło udział 45 200, według dziennikarzy Gazeta.pl 55 600, zaś według przedstawicieli miasta stołecznego marsz zgromadził 240 tysięcy osób.
W dniach 24–25 maja delegacja KOD z Mateuszem Kijowskim omawiała sytuację polityczną w Polsce w Brukseli spotykając się z szefem Parlamentu Europejskiego Martinem Schulzem, przewodniczącą Zielonych Rebeccą Harms, szefem frakcji Europejskiej Partii Ludowej Manfredem Weberem, liderem liberałów Guy Verhofstadtem, liderem socjalistów Giannim Pittellą oraz przewodniczącym Rady Europejskiej Donaldem Tuskiem.

### Czerwiec 2016
2 czerwca Parlament Europejski ogłosił listę zdobywców Nagrody Obywatelskiej Parlamentu Europejskiego (Citizens' Prize). Wśród pięćdziesięciu osób i instytucji z całej Europy znalazł się na niej również KOD. Stowarzyszenie KOD zostało zgłoszone do nagrody przez Różę Thun, która uzasadniła nominację tym, że KOD skupia rzesze obywateli wokół wspólnych wartości europejskich (...) przez swoje nieustępliwe dążenie do kształtowania postaw demokratycznych.
4 czerwca, w 27. rocznicę wyborów parlamentarnych z 1989, Komitet zorganizował w wielu miastach kraju manifestacje uliczne. W Warszawie manifestacja według obliczeń ratusza zgromadziła 50 tysięcy uczestników, a według danych policyjnych 10 tysięcy osób.

### Listopad 2016
Z okazji Narodowego Święta Niepodległości 11 listopada odbył się marsz KOD, który rozpoczął się na placu Gabriela Narutowicza w Warszawie, a zakończył na Polu Mokotowskim, gdzie odbyły się m.in. koncerty.

### Grudzień 2016
W 35. rocznicę wprowadzenia w Polsce stanu wojennego, 13 grudnia, odbył się marsz KOD pod hasłem „Stop dewastacji Polski”. Przeszedł on sprzed dawnej siedziby PZPR pod siedzibę PiS. Upamiętniono ofiary stanu wojennego, a także protestowano przeciw rządowi Beaty Szydło. Kilka dni później odbyło się kilka demonstracji KOD, po wybuchu tzw. kryzysu parlamentarnego.

### Styczeń 2017
17 stycznia zarząd Komitetu Obrony Demokracji podjął uchwałę, w której wezwał Mateusza Kijowskiego do ustąpienia z funkcji szefa Stowarzyszenia. Miało to związek z ujawnionymi przez media dokumentami, z których wynikało, iż firma Mateusza Kijowskiego i jego żony dostała od KOD ponad 90 tysięcy złotych za świadczenie usług informatycznych.

### Maj 2017
27 maja odbyły się wybory na przewodniczącego ruchu, w których wybrany został Krzysztof Łoziński, natomiast Mateusz Kijowski wycofał się z kandydowania.

### Lipiec 2017

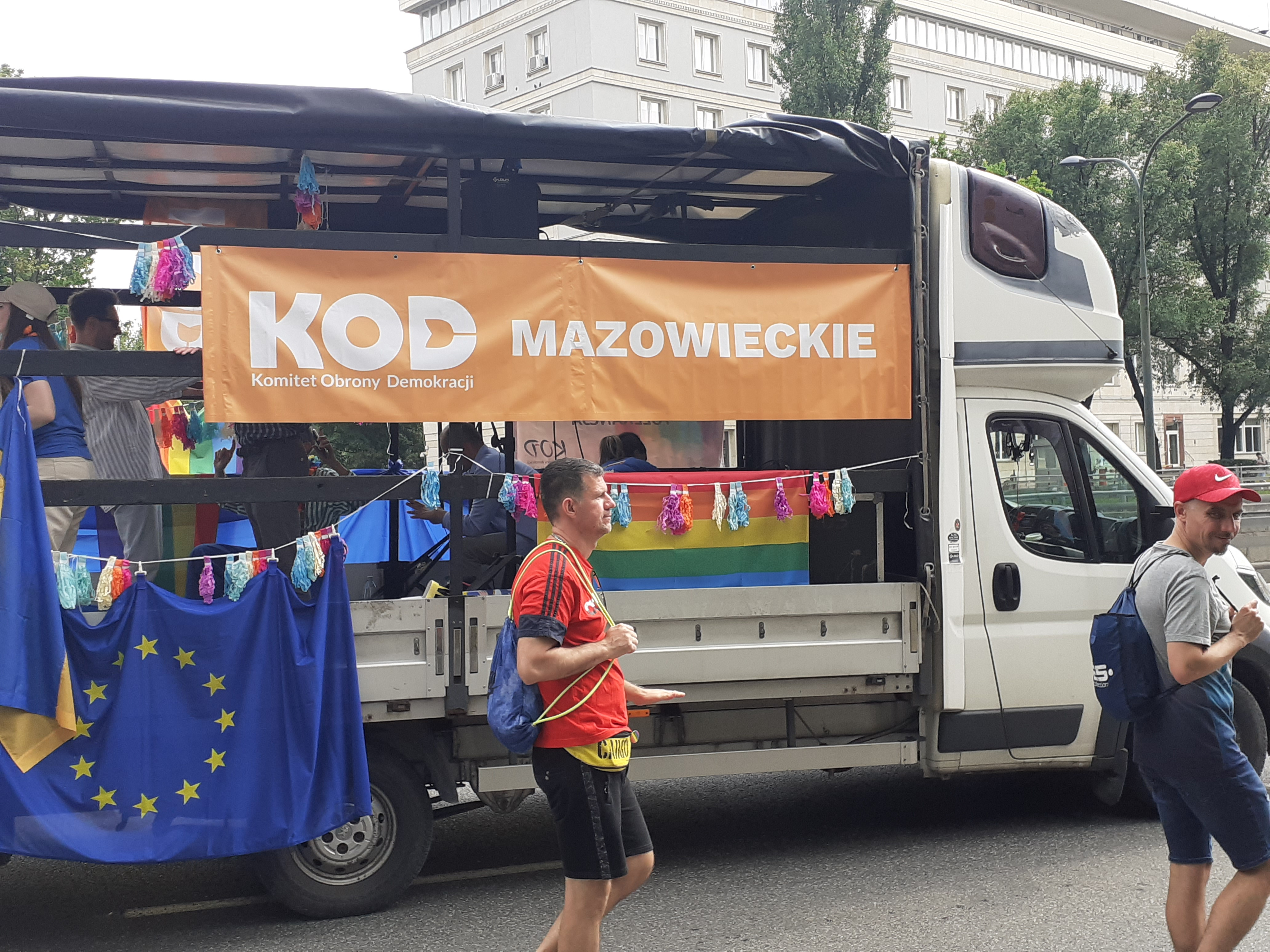
Komitet Obrony Demokracji na Paradzie Równości w 2023

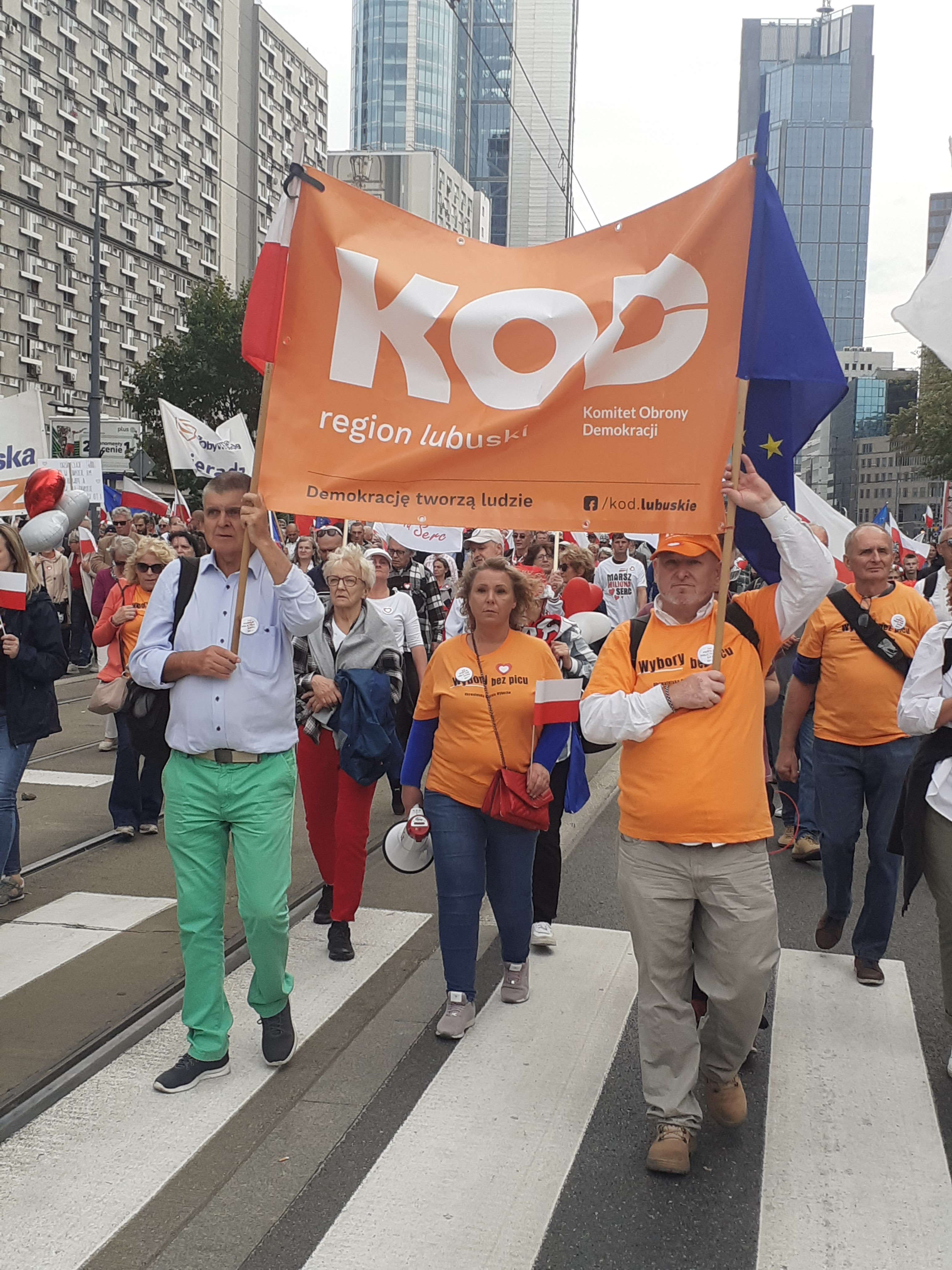
Komitet Obrony Demokracji w trakcie Marszu Miliona Serc w Warszawie (2023)

W lipcu KOD protestował w wielu miastach Polski przeciwko przeprowadzanej przez PiS reformie Krajowej Rady Sądownictwa i Sądu Najwyższego.

### Czerwiec 2018
W czerwcu 2018 zakończyła się trwająca 818 dni pikieta pod Kancelarią Prezesa Rady Ministrów. Był to najdłużej trwający ciągły protest po 1989 roku.

### Lipiec 2018
W lipcu 2018 KOD brał udział w wielu miastach Polski w protestach w obronie Sądu Najwyższego w Polsce.

### Grudzień 2018
17 grudnia Krzysztof Łoziński zawiesił czasowo przewodnictwo w KOD z powodów osobistych, a p.o. przewodniczącej została dotychczasowa wiceprzewodnicząca Magdalena Filiks.

### Marzec 2019
16 marca 2019 stowarzyszenie zadeklarowało poparcie dla Koalicji Europejskiej w wyborach do Parlamentu Europejskiego w tym samym roku.

### Maj 2019
14 maja ogłoszono poszerzenie Koalicji Europejskiej m.in. o stowarzyszenie.

### Czerwiec 2019
Z dniem 26 czerwca 2019 Krzysztof Łoziński zrezygnował z funkcji przewodniczącego stowarzyszenia.

### Październik 2019
13 października 2019 w wyborach parlamentarnych p.o. przewodniczącej Zarządu Głównego KOD Magdalena Filiks uzyskała mandat posła na Sejm IX kadencji z listy Koalicji Obywatelskiej.

### Listopad 2019
W związku z objęciem mandatu posła, z dniem 12 listopada 2019 Magdalena Filiks przestała pełnić funkcje w KOD. 24 listopada nowym przewodniczącym stowarzyszenia został Jakub Karyś.

## Koalicja Wolność Równość Demokracja

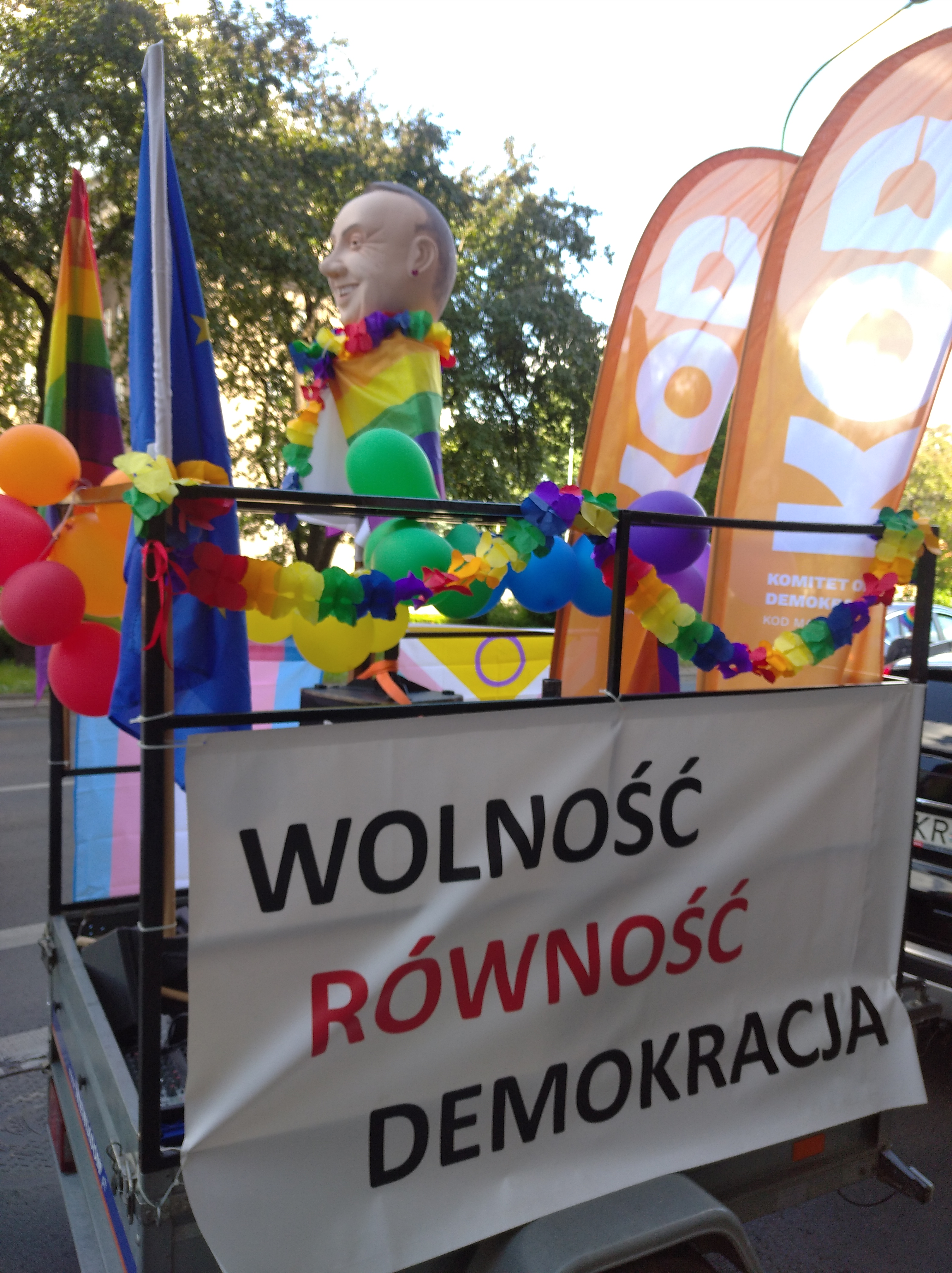
Wóz KOD-u z napisem „Wolność, równość, demokracja” na marszu równości w Krakowie, 2022

Przed planowaną na 7 maja 2016 demonstracją KOD powołano, pod patronatem tej organizacji, koalicję Wolność Równość Demokracja, zrzeszającą szereg centrowych i lewicowych podmiotów politycznych, których deklarowanymi celami stały się „przywiązanie do europejskich wartości”, „poszanowanie dla porządku konstytucyjnego” oraz „niezgoda na niszczenie państwa”. Koalicja sprzeciwiła się także mowie nienawiści szerzonej również – jej zdaniem – przez urzędników państwowych oraz niektóre media. Po demonstracji z 7 maja koalicja została kontynuowana. W jej skład weszły:
- partie polityczne – Nowoczesna, Polskie Stronnictwo Ludowe, Sojusz Lewicy Demokratycznej, Unia Europejskich Demokratów, Unia Pracy[98], Stronnictwo Demokratyczne, Biało-Czerwoni, Socjaldemokracja Polska, Wolność i Równość oraz Partia Zieloni (która zawiesiła współpracę[99]);
- stowarzyszenia – Inicjatywa Polska (kierowana przez Barbarę Nowacką, która w międzyczasie odeszła z partii Twój Ruch; w 2019 została także partią), Dom Wszystkich Polska (kierowany przez Ryszarda Kalisza) i Europejscy Demokraci[100] (kierowani przez Jacka Protasiewicza z UED);
- indywidualni członkowie ALDE.

Do koalicji nie przystąpiła m.in. najsilniejsza w parlamencie partia opozycyjna Platforma Obywatelska, biorąca jednak udział w demonstracjach KOD.
Przewodniczącą komitetu koordynacyjnego WRD została początkowo Elżbieta Bińczycka (z Partii Demokratycznej, a po jej przekształceniu UED), którą zastąpił Janusz Onyszkiewicz (także z UED). Funkcję wiceprzewodniczącego objął Andrzej Potocki (SD).

## Media
Z KOD związany był portal Koduj24.pl. Serwis został uruchomiony w czerwcu 2016 roku, a zamknięty we wrześniu 2021 roku z powodu problemów finansowych.